# Turquoise (1908)
Turquoise (Q46) – francuski okręt podwodny z okresu I wojny światowej, szósta zamówiona jednostka typu Émeraude. Została zwodowana 3 sierpnia 1908 roku w stoczni Arsenal de Toulon, a do służby w Marine nationale weszła w grudniu 1910 roku. Okręt został zatopiony przez turecką artylerię na Morzu Marmara 30 października 1915 roku. Podniesiony przez Turków, otrzymał nazwę „Mustadieh Ombashi”, lecz nigdy nie wszedł do służby. Po wojnie przejęty przez Francuzów, został skreślony z listy floty 12 listopada 1919 roku.

## Projekt i budowa
„Turquoise” zamówiony został na podstawie programu rozbudowy floty francuskiej z 1903 roku. Zaprojektował go inż. Gabriel Maugas, dostosowując swój poprzedni projekt (Farfadet) do napędu dwuśrubowego. Okręt miał niewielki zapas pływalności w położeniu nawodnym oraz występowały na nim częste awarie silników Diesla, co znacznie wydłużyło okres prób i opóźniło wprowadzenie do służby. 
„Turquoise” zbudowany został w Arsenale w Tulonie. Stępkę okrętu położono w październiku 1903 roku, a zwodowany został 3 sierpnia 1908 roku. Nazwa nawiązywała do kamienia szlachetnego – turkusa.

## Dane taktyczno–techniczne
„Turquoise” był małym okrętem podwodnym o konstrukcji jednokadłubowej. Długość całkowita wynosiła 44,9 metra, szerokość 3,9 metra i zanurzenie 3,6 metra. Wyporność w położeniu nawodnym wynosiła 392 tony, a w zanurzeniu 425 ton. Okręt napędzany był na powierzchni przez dwa silniki Diesla Sautter-Harlé o łącznej mocy 600 koni mechanicznych (KM). Napęd podwodny zapewniały dwa silniki elektryczne Sautter-Harlé o łącznej mocy 450 KM. Dwuśrubowy układ napędowy pozwalał osiągnąć prędkość 11,5 węzła na powierzchni i 9,25 węzła w zanurzeniu. Zasięg wynosił 2000 Mm przy prędkości 7,25 węzła w położeniu nawodnym oraz 100 Mm przy prędkości 5 węzłów pod wodą. Dopuszczalna głębokość zanurzenia wynosiła 40 metrów.
Okręt wyposażony był w sześć wyrzutni torped kalibru 450 mm (cztery wewnętrzne na dziobie i dwie na rufie), z łącznym zapasem 6 torped. Od sierpnia 1915 roku okręt posiadał działko pokładowe kal. 37 mm M1902 L/40. Załoga okrętu składała się z 21 (później 23) oficerów, podoficerów i marynarzy.

## Przebieg służby

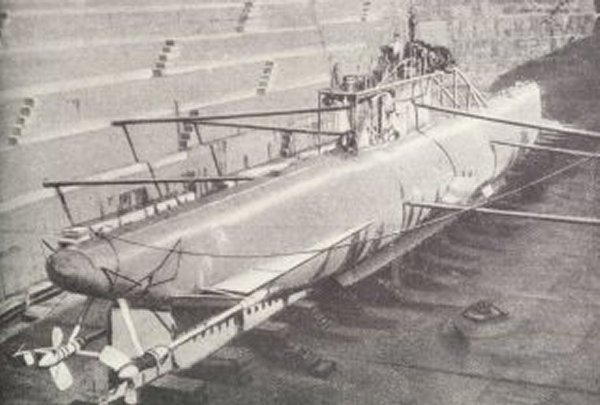
„Mustadieh Ombashi” w 1918 r.

„Turquoise” został wcielony do służby w Marine nationale w grudniu 1910 roku. Jednostka otrzymała numer taktyczny Q46. „Turquoise” pełnił służbę na Morzu Śródziemnym. W sierpniu 1915 roku okręt otrzymał (wraz z bliźniaczym „Topaze”) działko pokładowe kalibru 37 mm, stając się pierwszym okrętem podwodnym w marynarce francuskiej wyposażonym w uzbrojenie artyleryjskie. Okręt został skierowany w rejon Dardaneli w celu niszczenia tureckiej żeglugi. Po pomyślnym przedarciu się na Morze Marmara, 30 października 1915 roku „Turquoise” osiadł na mieliźnie, po wcześniejszym uszkodzeniu przez turecką artylerię. Podniesiony przez Turków 3 listopada, otrzymał nazwę „Mustadieh Ombashi”, lecz nigdy nie wszedł do służby w osmańskiej marynarce. W wyniku zakończenia działań wojennych powrócił do Francji w 1919 roku i został skreślony z listy floty 12 listopada tego roku.